# Alan Johnston
Alan Johnston (właśc. Alan Graham Johnston, ur. 17 maja 1962) – brytyjski dziennikarz pracujący dla BBC. Był korespondentem m.in. w Uzbekistanie, Afganistanie i Strefie Gazy. W okresie, gdy był jedynym zachodnim dziennikarzem pracującym na stałe w Strefie Gazy, 12 marca 2007 roku został porwany przez mało znaną grupę terrorystów palestyńskich. 4 lipca 2007 przekazany przedstawicielom organizacji Hamas i uwolniony po 114 dniach pobytu w niewoli.
Jego porwanie doprowadziło do licznych protestów na terytoriach palestyńskich, do akcji solidarnościowych z Johnstonem w wielu krajach świata i do pierwszego spotkania przedstawicieli władz brytyjskich i Hamasu. Po uwolnieniu Johnston oświadczył, że czuje się "zmęczony, ale w dobrym zdrowiu" i że dziękuje wszystkim, którzy zabiegali o jego uwolnienie.